# Heteroxenia fuscescens
Heteroxenia fuscescens is een zachte koraalsoort uit de familie Xeniidae. De koraalsoort komt uit het geslacht Heteroxenia. Heteroxenia fuscescens werd in 1834 voor het eerst wetenschappelijk beschreven door Ehrenberg. 